# غاريت سيم
غاريت سيم (بالإنجليزية: Garrett Sim)‏ (10 يوليو 1990 بمدينة اندرسون في الولايات المتحدة - ) هو لاعب كرة سلة أمريكي في مركز الهجوم خلفي. لعب مع Oregon Ducks ‏.

## وصلات خارجية
- غاريت سيم على موقع كرة السلة الأوروبية.كوم (الإنجليزية)
- غاريت سيم على موقع كلية كرة السلة في سبورتس رفرنس.كوم (الإنجليزية)
- غاريت سيم على موقع ريلجم (الإنجليزية)
- غاريت سيم على موقع بروبوليرز (الإنجليزية)
- غاريت سيم على موقع سبورتس رفرنس (الإنجليزية)